# 於勢佐兵衛
於勢 佐兵衛（おせ さへえ、1908年〈明治41年〉2月2日 - 没年不明）は、日本の商人（綿帆布商）、実業家。於勢商店社長。

## 経歴
大阪府・先代佐兵衛の長男。1924年、家督を相続し、前名佐を改め襲名する。綿帆布商を営む。

## 人物
趣味は音楽。住所は大阪市西区本田町通3丁目。

## 家族・親族
於勢家
- 曽祖父・佐兵衛[4]
- 祖母・ふさ（1868年 - ?、曽祖父佐兵衛の長女）[4]
- 父・佐兵衛（1879年 - ?、資産家[7]、大阪平民、有坂製袋取締役、綿帆布商[8]） - 於勢眞十郎の弟[8]。佐兵衛の孫養子となり、前名留吉を改める[8]。
- 母・マサ（1885年 - ?、於勢貞吉の長女[2][3]、祖母ふさの長女[4]）
- 姉・あい（1903年 - ?）[4]
- 妻・幸子（1910年 - ?、大阪、大井伊助の妹[2]、大井伊助の八女[3]）
- 息子[3]
- 長女、二女[3]

親戚
- 妻の兄・大井伊助[2]（大阪府多額納税者、家主）
- 妻の父・大井伊助[3]（大阪府多額納税者、河内屋、大井土地代表）